# Ga tòa thị chính Suwon
Ga Tòa thị chính Suwon (Tiếng Hàn: 수원시청역역, Hanja: 水原市廳驛) là ga tàu điện ngầm trên Tuyến Suin–Bundang nằm giữa Gwonseon 1-dong, Gwonseon-gu và Ingye-dong, Paldal-gu, Suwon-si, Gyeonggi-do. Tên ga phụ là Gyeonggi Art Center và cách đó 370m.

## Lịch sử
- 7 tháng 10 năm 2013: Thông báo bảng cự ly đường sắt[1]
- 30 tháng 11 năm 2013: Bắt đầu hoạt động

## Bố trí ga
| ↑ Maetan–Gwonseon |
| \| １             |
| Maegyo ↓          |

| １ | ●Tuyến Suin–Bundang | →Hướng đi Suwon · Omokcheon · Đại học Hanyang tại Ansan · Incheon → |
| ２ | ●Tuyến Suin–Bundang | ← Hướng đi Giheung · Seohyeon · Seonjeongneung · Cheongnyangni      |

## Xung quanh nhà ga
| Lối ra \| 나가는 곳 \| Exit \| 出口 | Lối ra \| 나가는 곳 \| Exit \| 出口                            | Ghi chú       |
| ----------------------------------- | -------------------------------------------------------------- | ------------- |
| 1                                   | Hội trường âm nhạc ngoài trời Hướng về Trường trung học Hyowon | Có thang cuốn |
| 2                                   | Hướng tới khách sạn Ibis Ambassador                            |               |
| 3                                   | SGI Company Ngân hàng SC First                                 |               |
| 4                                   | Ngân hàng Shinhan Hướng đi Hi-Mart                             | Có thang cuốn |
| 5                                   | Hướng tới Công viên Olympic Suwon                              | Có thang cuốn |
| 6                                   | Hướng tới Tòa thị chính Suwon và Hội đồng thành phố Suwon      | Có thang cuốn |
| 7                                   | Ngân hàng Woori Homeplus Chi nhánh Dongsuwon                   |               |
| 8                                   | CGV Dongsuwon Hướng tới Bưu điện Dongsuwon                     | Có thang cuốn |
| 9                                   | Dongsuwon New Core Hướng đi Dịch vụ Hưu trí Quốc gia           |               |
| 10                                  | Trụ sở chính của Kyeongin Ilbo Hướng đi Gyeonggi Art Center    | Có thang cuốn |

## Hình ảnh

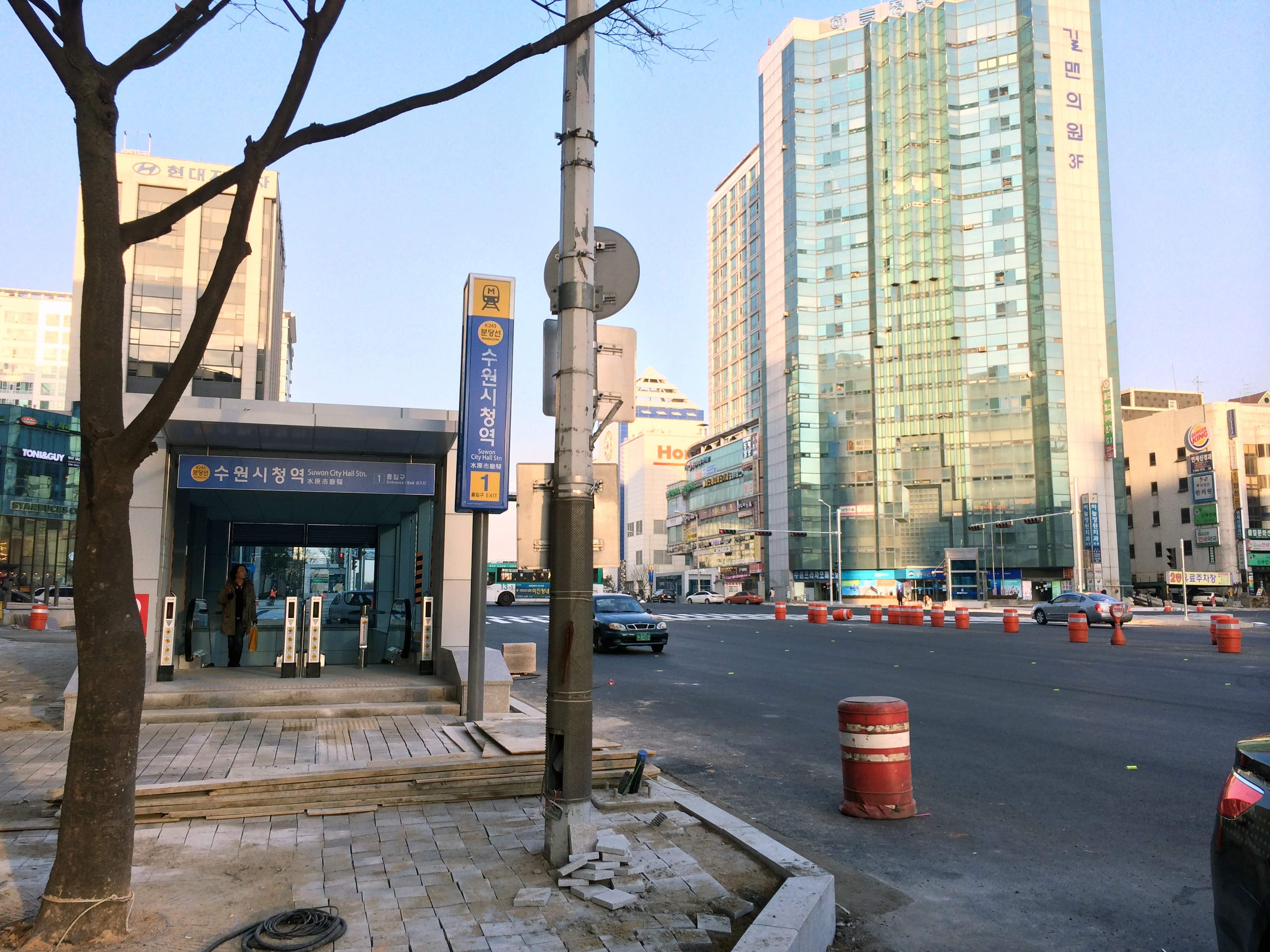
Lối ra 1
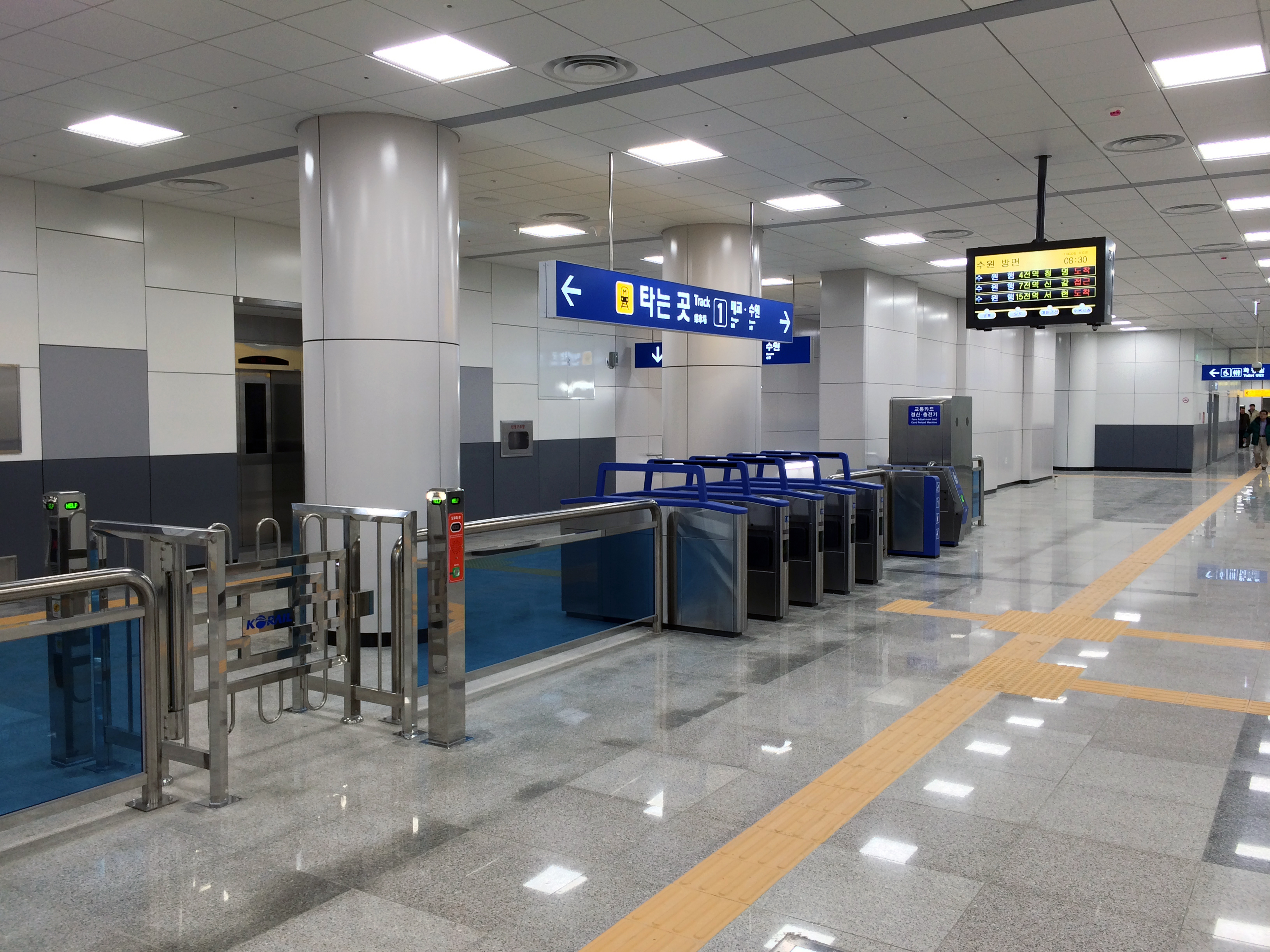
Cửa soát vé
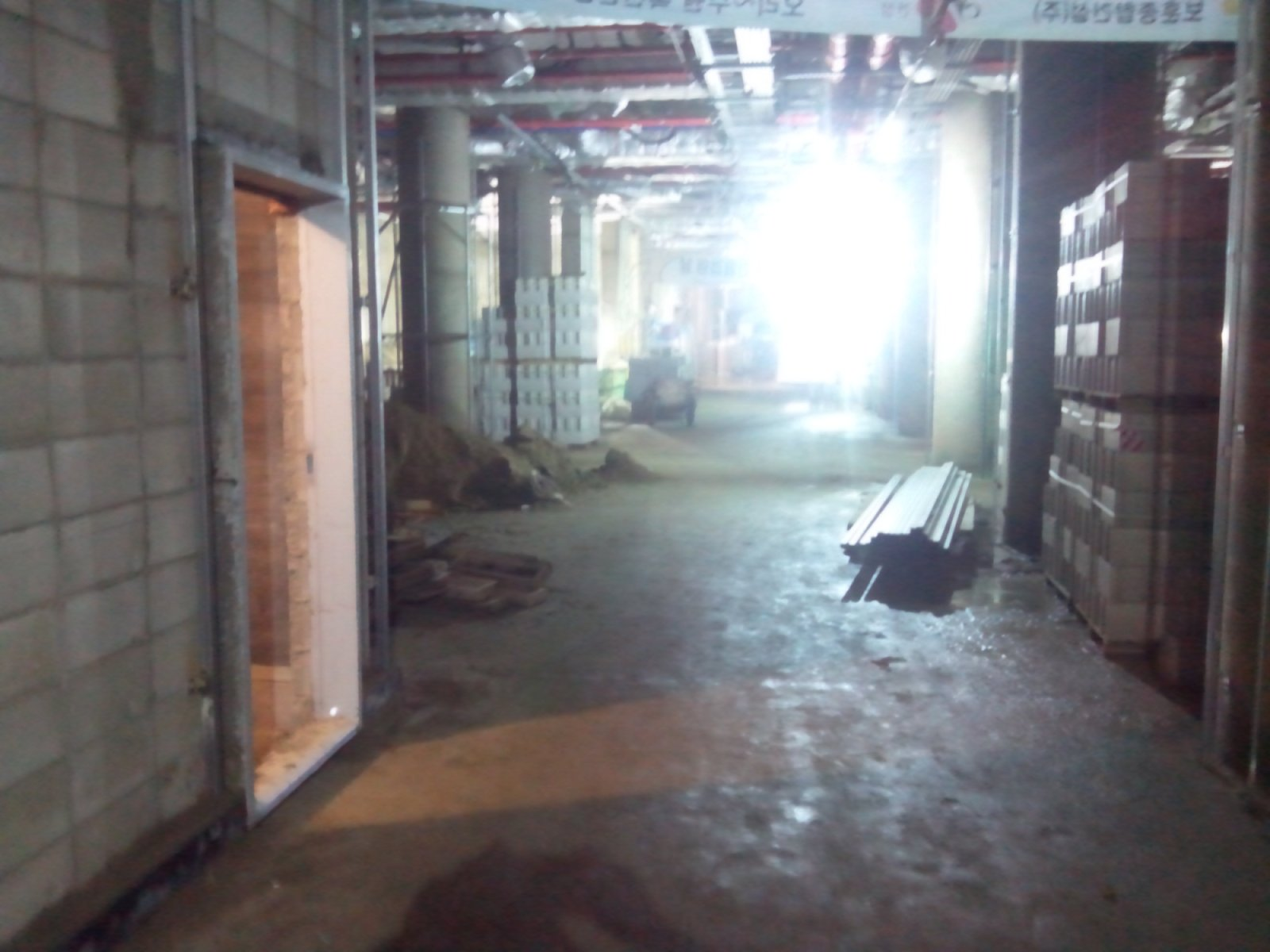
Từ phần trung tâm của phòng chờ hướng đi Ga Wangsimni (đang xây dựng)
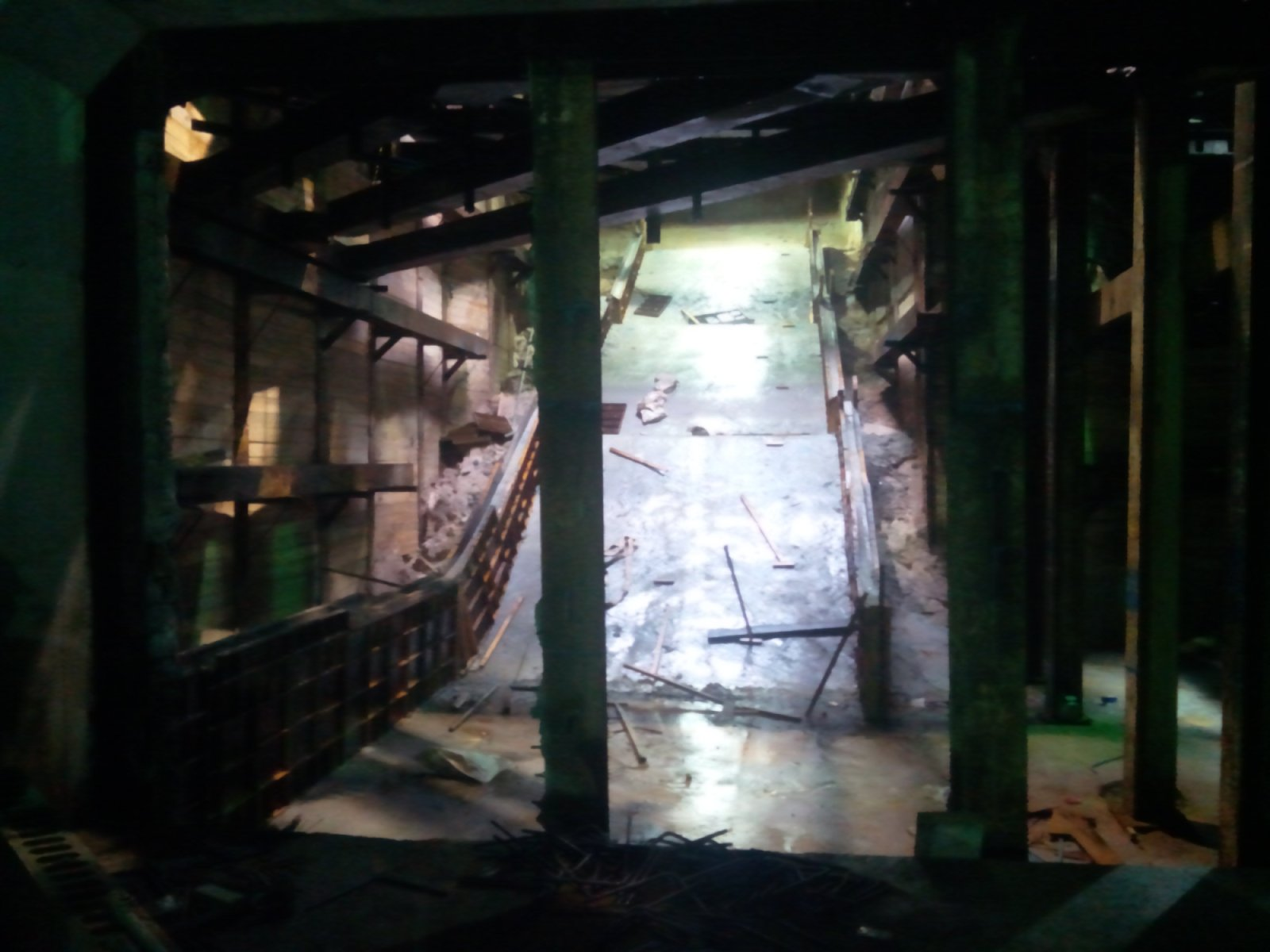
Bên trong lối ra 3 (đang xây dựng)
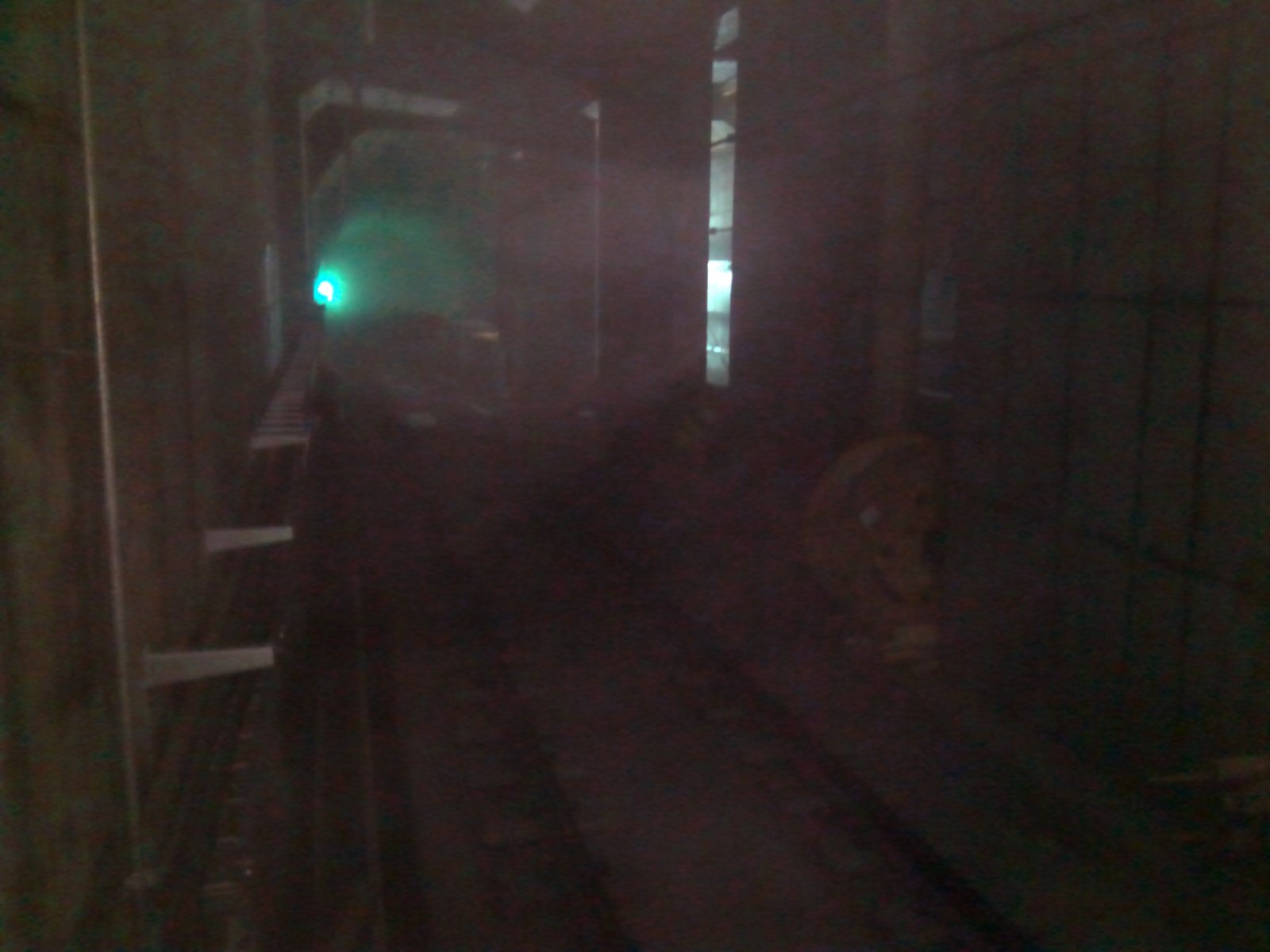
Hướng đi Ga Wangsimni (đang xây dựng)